# 艾吉哈佐什福卢
艾吉哈佐什福卢，是匈牙利杰尔-莫雄-肖普朗州所辖的一个村。总面积21.64平方公里，总人口846，人口密度39.1人/平方公里（2011年1月1日）。